# Palau de la Virreina
Palau de la Virreina (katalanisch für Palast der Vizekönigin, spanisch: Palacio de la Virreina) ist ein barockes Stadtpalais aus dem späten 18. Jahrhundert in der Altstadt von Barcelona, das heute als Kunst- und Kulturzentrum genutzt wird. Der Palast befindet sich direkt am berühmten Boulevard La Rambla im Stadtviertel El Raval und liegt jeweils nur wenige Schritte entfernt von der Markthalle La Boqueria und der Bethlehem-Kirche. 
Der Palast ist eines der ersten nennenswerten und noch heute erhaltenen Gebäude an der Rambla, das nach dem Abriss der Stadtmauer entstand, die eine jahrhundertelange Barriere zwischen der historischen Altstadt (Barri Gòtic) und El Raval gebildet hatte. Der Palast gilt als schönstes barockes Profangebäude Barcelonas. 

## Entstehung und Namensgebung
Der Palast wurde 1772 bis 1778 vom Architekten Josep Ausich i Mir im Stil des Barock gebaut, die opulente Fassadendekoration mit Einflüssen des Rokoko stammt von Carles Grau. In Auftrag gegeben hatte den Bau der damals amtierende Vizekönig von Peru, Manuel d’Amat i de Junyent, der in Barcelona seinen Lebensabend verbringen wollte. Die ersten Planungsskizzen soll er in Peru selbst gezeichnet und 1770 nach Barcelona geschickt haben. Den Skizzen zufolge sollte der Palast doppelt so groß werden wie die tatsächliche, noch heute vorhandene Bebauung. Traditionsgemäß erhielt das Gebäude zuerst den Namen seines Besitzers: Casa de Don Amat y Junyent (spanisch) oder vereinfacht: Casa Amat. 
Nachdem Amat als Vizekönig abgelöst und nach Spanien zurückgekehrt war, heiratete er 1779 im Alter von 72 Jahren die erst 24-jährige Maria Francesca Fiveller de Clasquerí i de Bru. Sie war eigentlich die Braut seines Neffen, Amat selbst hatte die junge Frau für ihn ausgesucht. Doch der Bräutigam erschien am Hochzeitstag nicht in der Kirche und ließ die Hochzeit platzen. Der ehemalige Vizekönig konnte das unstandesgemäße Verhalten seines Neffen nicht auf der Ehre seiner Familie haften lassen und bot sich noch am selben Tag als neuer Bräutigam an. Die arme Maria gab ihm dankbar das Jawort, denn ihre einzige Alternative wäre der Eintritt in ein Kloster gewesen.
Obwohl Amat bei seiner Heirat kein Vizekönig mehr war und seine neue Frau somit keine offizielle Vizekönigin sein konnte, bekam sie im Volksmund trotzdem den Spitznamen La Virreina. Manuel d’Amat starb bereits 1782 und seine Witwe lebte fortan allein in dem Palast – ihr Spitzname übertrug sich auf das Gebäude.

## Weitere Entwicklung bis heute
- 1835 kaufte Josep Carreras d’Argerich das Gebäude (er war Verwalter der Familie Amat).[3]
- 1935 wurde der Palast erstmals der Öffentlichkeit zugänglich gemacht.
- 1941 wurde der Palast in die Liste der Kulturgüter von nationaler Bedeutung aufgenommen und steht somit unter Denkmalschutz.
- 1944 verkaufte die Familie Carreras den Palast an die Stadt Barcelona.[4]
- In den folgenden Jahrzehnten waren im Palau de la Virreina diverse Museen untergebracht – unter anderem das Textilmuseum, das Post- und Philateliemuseum und das Numismatische Kabinett.
- Seit 1980 werden Wechselausstellungen gezeigt.
- Seit 1986 befindet sich im Palast zudem der Sitz des städtischen Kulturinstituts Institut de Cultura de Barcelona (ICUB).
- Seit 2007 nennt sich das Gebäude La Virreina – Centre de la Imatge (Bildzentrum). Die zahlreichen Veranstaltungen reichen von Fotoausstellungen über Gesprächsrunden bis zu Literaturfestivals.[5]
- In einer permanenten Ausstellung sind die sogenannten Giganten zu sehen – überlebensgroße Puppen, die zum Stadtfest La Mercè durch die Straßen getragen werden.

## Galerie

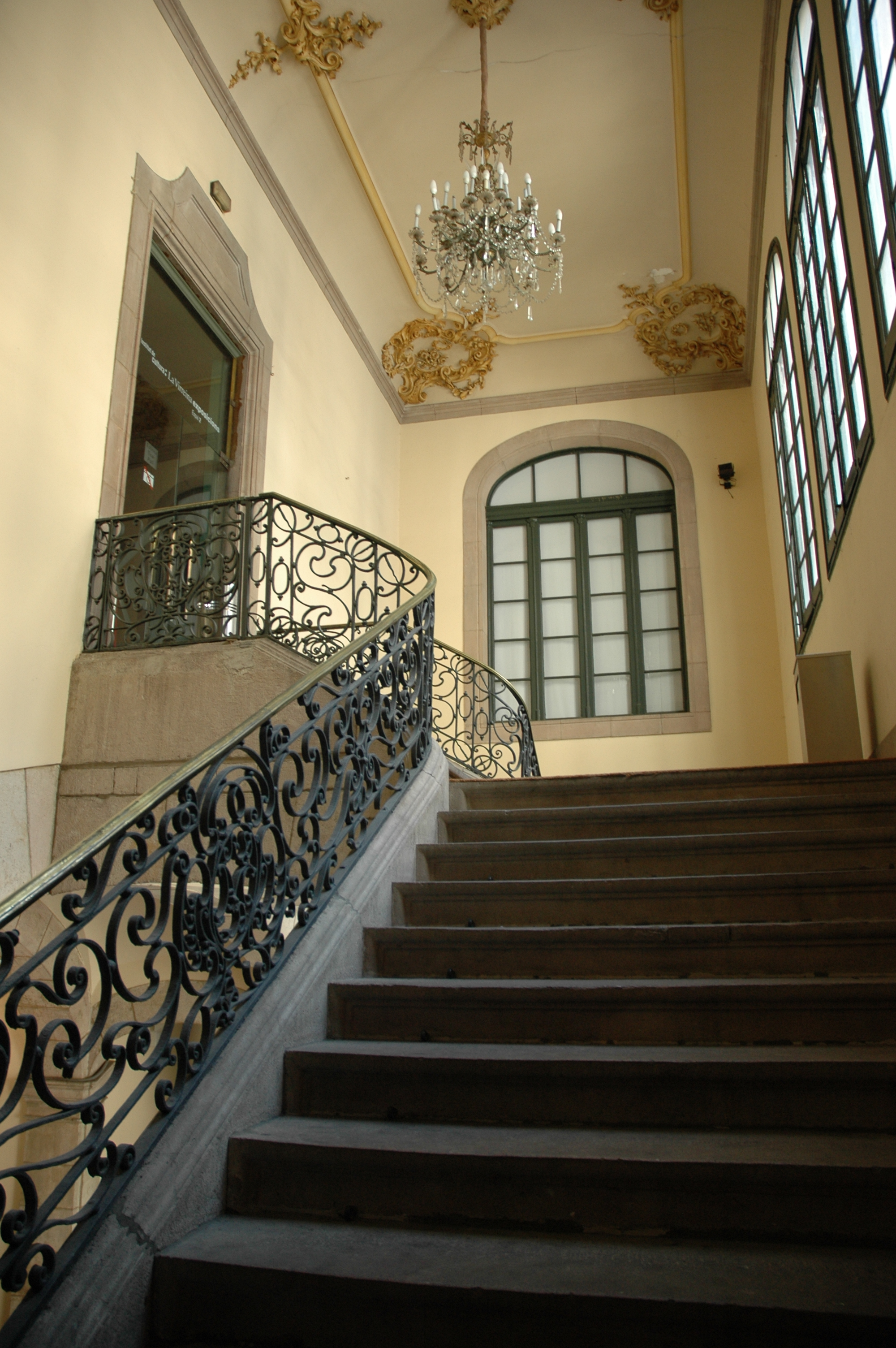
Treppenhaus
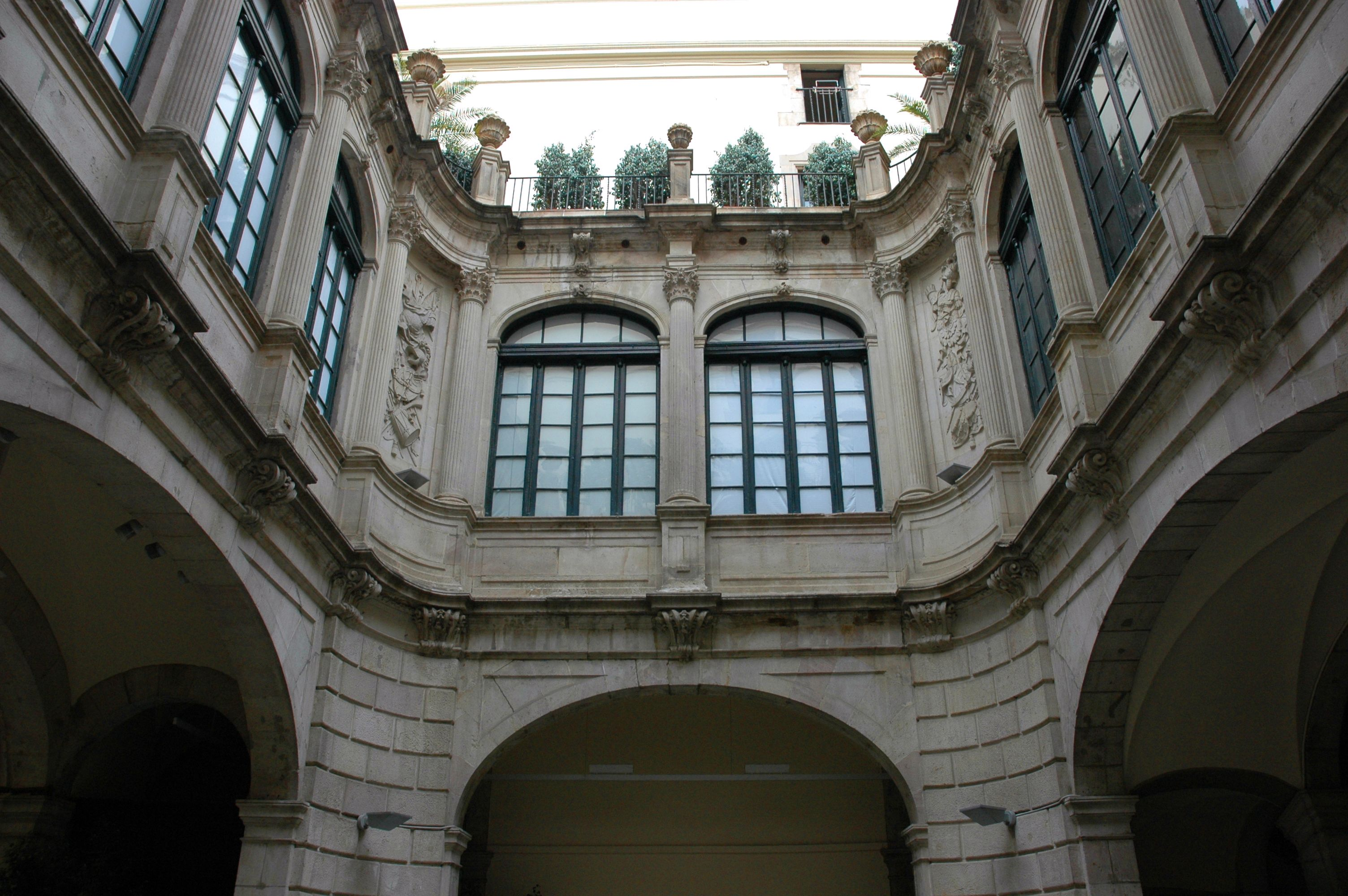
Innenhof
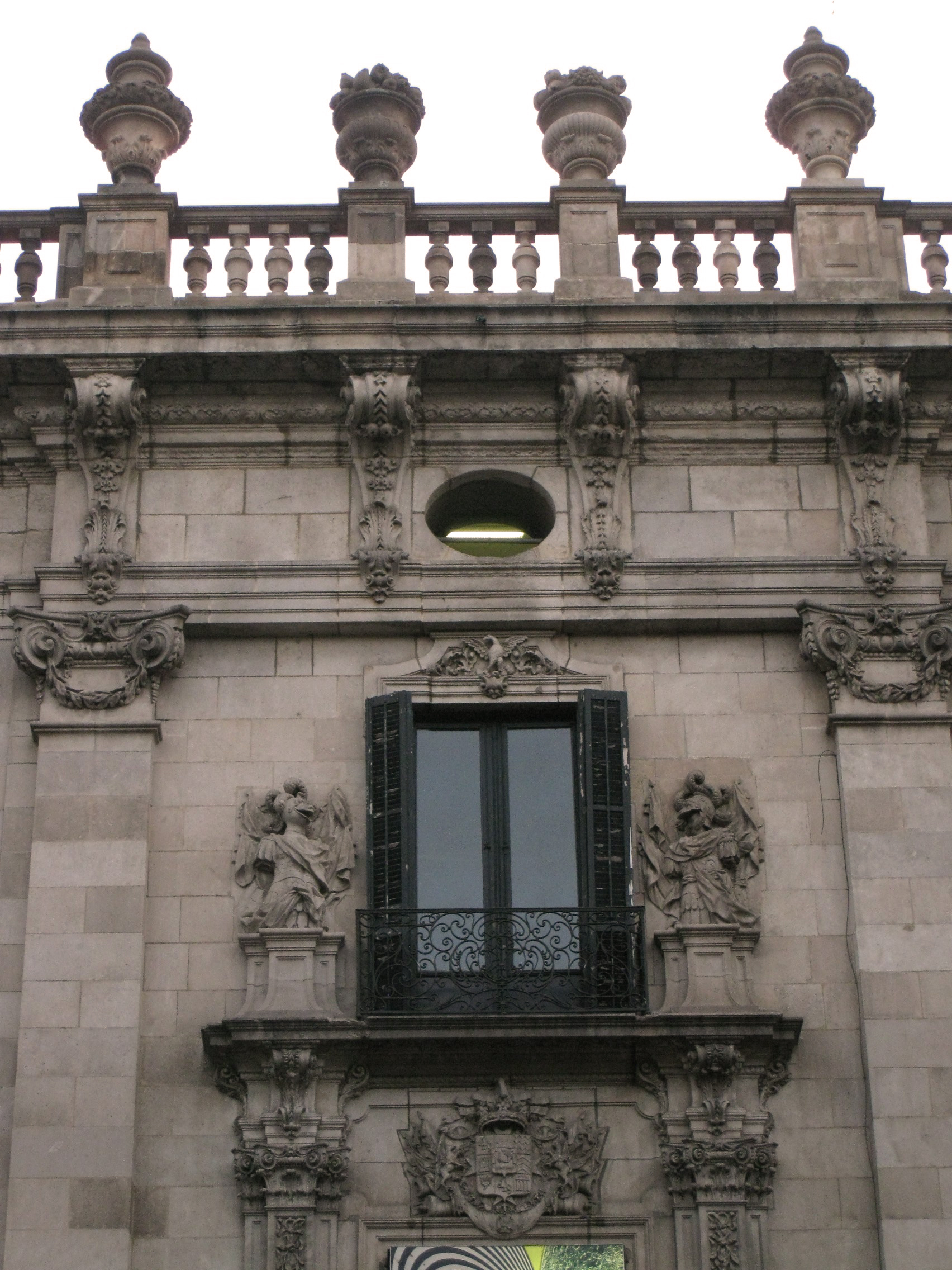
Detail der Fassade
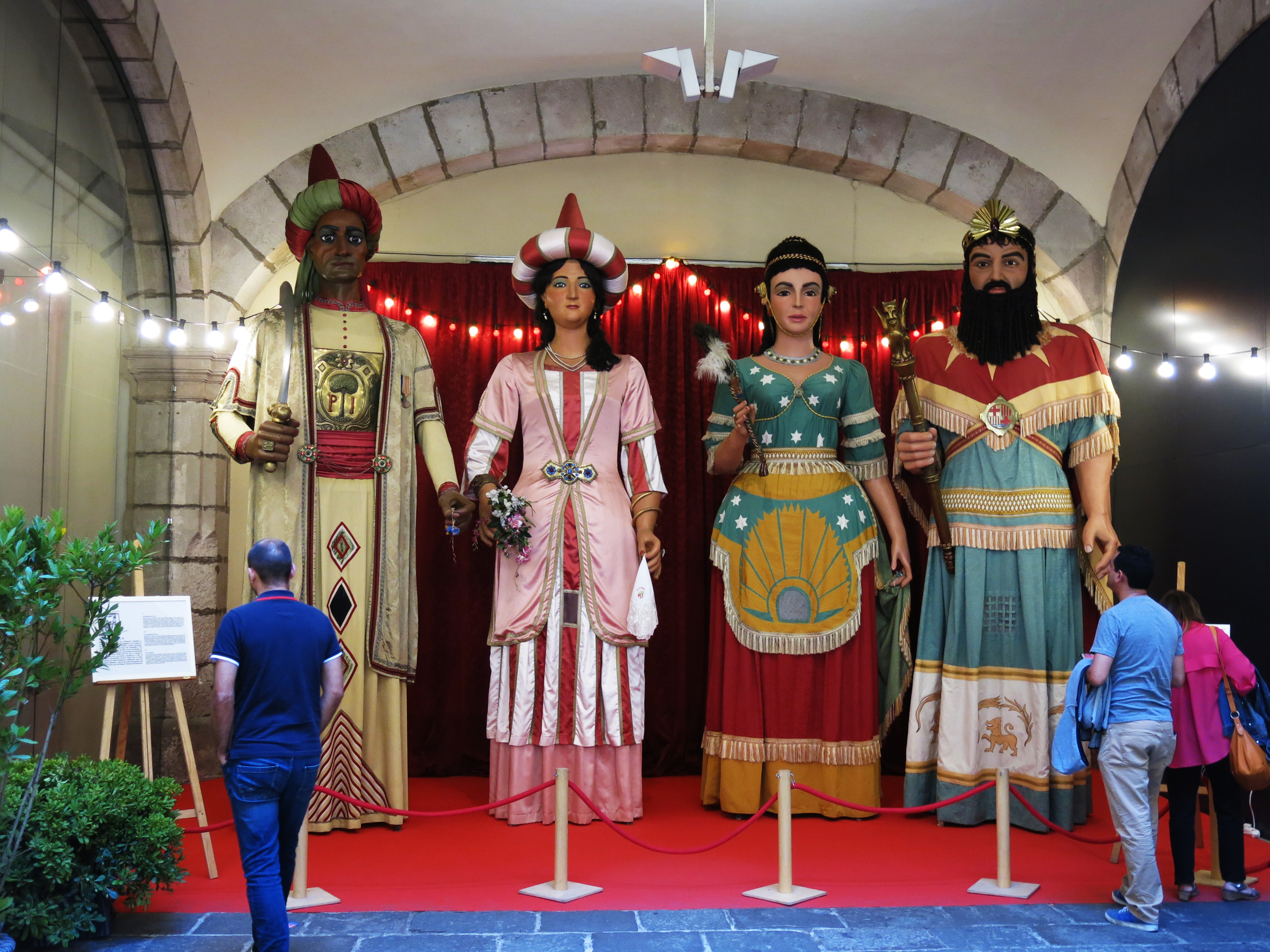
Giganten